# LAAC

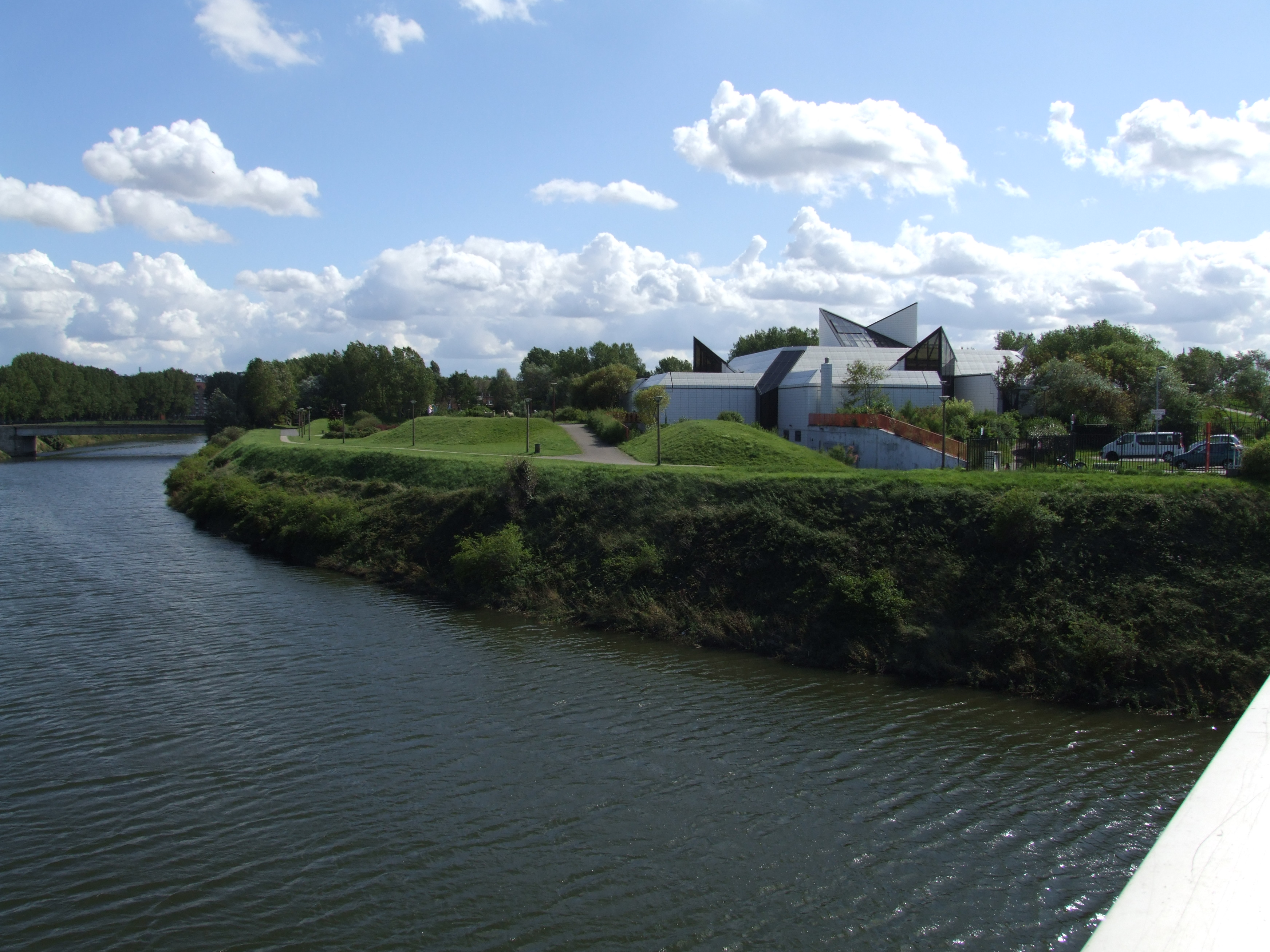
Das LAAC in seinem Park, gesehen über den Canal Exutoire.

Das LAAC (Lieu d'art et action contemporaine, deutsch etwa: Zentrum für zeitgenössische Kunst und Aktion) ist ein Kunstmuseum in Dünkirchen, das von einem malerischen Skulpturenpark umgeben ist und das Kunst aus der Zeit zwischen 1940 und 1980 präsentiert.
Die Sammlung und der Museumsbau gehen auf die Initiativen eines Ingenieurs, Gilbert Delaine, zurück, der, nachdem er seine Liebe zur zeitgenössischen Kunst entdeckt hatte, unaufhörlich daran arbeitete, seine Heimatstadt für die zeitgenössische Kunst zu öffnen.
Das Museum, am Canal Exutoire gelegen, wurde bewusst zwischen der Stadt und der Industrielandschaft des Hafens platziert. Die Hügel des Parks erlauben es, über das Museum bis zur Nordsee zu schauen und auf die Häuser des Dünkirchener Stadtteils Malo-le-Bains ebenso wie auf den Hafen.
Zeitlich liegt die Sammlung zwischen dem Museum für Schöne Künste Dünkirchen in der Innenstadt mit der alten Kunst und dem FRAC, in dem die heute zeitgenössische Kunst präsentiert wird. Das in einem großen und hohen Industriegebäude im Hafen untergebrachte FRAC ist vom LAAC aus ebenfalls zu sehen.

## Die Sammlung
Das Museum verfügt über einige emblematische Kunstwerke der Moderne wie Circus von Karel Appel, Car Crash von Andy Warhol und Valise Expansion von César.
Zu den etwa 1500 Werken der Sammlung, von denen nur ein Teil gezeigt wird, gehören Werke von Arthur Van Hecke und Ladislas Kijno, die Delaine für die moderne Kunst begeisterten, ebenso wie von Nicola Alquin, Arman, Francis Arnal, Georg Baselitz, Claude Viseux, André Fougeron, Luciano Castelli, Philippe Charpentier, Sergio Ferro, Rainer Fetting, Barry Flanagan, Lucio Fontana, Paul Franck, Jacqueline Gainon, Karl Horst Hödicke, Koberling, John Franklin Koenig, Rolf Lukaschewski, Alfred Manessier, Tom Morandi, Mimmo Paladino, Arnulf Rainer, Jacek Andrzej Rossakiewicz, Maria Helena Vieira da Silva, Jean-Jule Chasse-Pot, und Gérard Ernest Schneider.

## Der Skulpturengarten
Im Skulpturenpark sind vertreten Arman mit Anchorage, eine Komposition aus Schiffsankern, Eugène Dodeigne mit la Pleureuses (die Weinenden), Bernar Venet mit Deux Arcs de 204° (zwei Bögen von 204 Grad), Karel Appel mit Poisson, Pierre Zvenigorodsky mit Sculpture sonore und Pierre noire fountain, Charlotte Moth mit Birds Islands (Vogelinsel), François-Xavier Lalanne mit seinem Werk Les Moutons in Beton. Paul Van Hoeydonck mit Goldie und einer Großversion seiner Kleinplastik Fallen Astronaut aus massiven Aluminium, Claude Viseux mit Hommage à Pedro Rodriguez, Gilbert Samel mit Chaos de marbre, Albert Féraud mit Socratea Exorrhiza und Geneviève Claisse mit Sculpture géométrique.

## Das Gebäude
Das Museumsgebäude wurde 1977 von Jean Willerwal entworfen. Die Grundsteinlegung erfolgte 1979, vollendet wurde der Bau im Dezember 1982. In dem Jahr fand die Eröffnung statt. Stofflich geprägt wird das Gebäude von Glas und von seiner Verkleidung mit weißer Keramik.
Wegen erheblicher Bauschäden musste das Museum 1997 geschlossen werden. Grundlegend renoviert und im Inneren auch umgestaltet wurde es 2003 von den Architekten Richard Klein und Benoît Grafteaux.